# هيرويوكي كاتو
هيرويوكي كاتو (باليابانية: 加藤弘之 ) (و. 1836 – 1916 م) هو عالم سياسة، وسياسي ياباني، كان عضوًا في ريكن سيوكي، وكان عضوًا في الأكاديمية اليابانية للعلوم، توفي عن عمر يناهز 80 عاماً.

## مناصب
تولى منصب member of the Genrōin ‏
- member of the House of Peers  [لغات أخرى]‏.

## جوائز
حصل على جوائز منها:
- الوشاح الأكبر لوسام الشمس المشرقة
- الوشاح الأكبر من ترتيب زهور بولونيا.